# Синегория
«Синегория» — советский односерийный художественный фильм о Великой Отечественной войне, снятый в 1946 году режиссёрами Эрастом Гариным и Хесей Локшиной. Экранизация повести Льва Кассиля «Дорогие мои мальчишки».

## Литературная основа
Фильм снят по повести Льва Кассиля «Дорогие мои мальчишки», посвящённой писателю Аркадию Гайдару, который стал прототипом главного героя — Арсения Петровича Гая. Также повесть была экранизирована в 1978 году (фильм «Мальчишки», в сравнении с литературным источником и первой экранизацией отличающийся натурализмом и трагизмом).

## Сюжет
Городок Затонск, расположенный на Волге. Здесь ещё до начала Великой Отечественной войны школьный учитель Арсений Петрович Гай  и его ученики — Капитон Бутырёв, Валерий Черепашкин и Тимсон — сочинили очень поучительную сказку о волшебной стране под названием Синегория, где живут преданные, добрые и отважные люди и не только. Но началась война. Арсений Петрович Гай одним из самых первых ушёл на военный фронт, и, защищая Ленинград, погиб где-то далеко на севере, ближе к Арктике. Ребята остались одни. Они организовали отряд так называемых «синегорцев» — оказывают помощь семьям фронтовиков, выполняют очень важные работы на военном заводе и всё это для того, чтобы претворить в жизнь девиз, который и есть в сказке про Синегорию — «Отвага, Верность, Труд — Победа!». Получив похоронное письмо, сообщающее о гибели Арсения Петровича Гая, ребята называют катер, починенный ими самими, именем своего учителя. Конечная цель их путешествия на катере «Арсений Гай» — место гибели их самого любимого школьного учителя.

## В ролях
- В жизни
  - Борис Барнет — Арсений Петрович Гай, метеоролог
  - Алексей Консовский — Лёшка Ходуля
  - Павел Оленев — Корней Павлович, мастер
  - Иван Любезнов — секретарь райкома
  - Константин Сорокин — Пашков, мичман
  - Герман Новиков — Капитон Бутырёв, ремесленник
  - Лилия Шарапова — Римма, сестра Бутырёва
  - Нина Тер-Осипян — учительница
  - Лев Абрамов — Валера Черепашкин
  - Г. Гейман — Тимсон
  - Валентин Матыцин — Сташук, юнга
  - Эраст Гарин — эпизод
- В сказке
  - Павел Оленев — Дрон Садовая Голова
  - Степан Каюков — Фанфарон, злой король
  - Сергей Комаров — министр
  - Григорий Михайлов — Изобар
  - Иван Лагутин — Ветрочёт
  - А. Висенте — Мельхиора
  - Евгений Самойлов — Амальгама, мастер

## Съёмочная группа
- Автор сценария — Лев Кассиль
- Режиссёры: Эраст Гарин, Хеся Локшина
- Оператор — Сергей Урусевский
- Художники: Пётр Пашкевич, Елена Сафонова
- Композитор — Павел Арманд

## Технические данные
- Односерийный, чёрно-белый.